# Rouge sicilienne
La rouge sicilienne est une race bovine italienne.

## Origine
Elle appartient à la branche antique du rameau brun. Elle descend de la race antique introduite dans les îles de la Méditerranée par les Grecs. Elle vient de Sicile, dans l'intérieur de l'île. Elle fut un temps considérée comme une variété de la modicana. Elle comprend deux sous-races, la mezzalina et la montanina.
Elle a été inscrite en 1985 sur le registre des races à faibles effectifs. C'est une race inexistante hors de sa région.

## Morphologie
Elle porte une robe rouge allant du fauve à l'acajou. Le garrot et la tête sont plus sombres. Le mufle est gris ardoise ou rouge sombre et les cornes sont en lyre, plus courtes chez le taureau. 
C'est une race de taille plutôt réduite et fine. La vache mesure 125-130 cm au garrot.

## Aptitudes
C'est une race classée laitière. 
Elle a une morphologie fine de marcheuse. Elle est très bien adaptée à la rudesse du climat local et à une alimentation avec peu d'herbe. Elle marche pour rechercher sa nourriture et tire parti de toute la végétation.